# Сінгапур на літніх Олімпійських іграх 1956
На XVI літніх Олімпійських іграх, що проходили у Мельбурні у 1956 році, Сінгапур був представлений 49 спортсменами (47 чоловіками та 2 жінками) у шістьох видах спорту — легка атлетика, баскетбол, хокей на траві, водне поло, вітрильний спорт та важка атлетика. Прапороносцем на церемоніях відкриття і закриття Олімпійських ігор був ватерполіст Ліонель Чі.
Сінгапур втретє за свою історію взяв участь у літніх Олімпійських іграх. Жодних медалей сінгапурські спортсмени не здобули.

## Баскетбол
На літніх Олімпійських іграх 1956 року національна збірна Сінгапуру з баскетболу зайняла 13 місце серед 15 команд-учасниць.
Склад команди:
- Сі Кі Чао
- Лі Ліат Бенг
- Чень Шо Фа
- Джером Гендерсон
- Хо Ліен Сієу
- Ко Тай Чуен
- Лі Чак Мень
- Онг Кіат Гуань
- Ві Тіань Сіак
- Вонг Кім По
- Є Тіт Кван
- Єо Гек Гуат

### Груповий тур
Збірна Сінгапуру попала у групу B разом зі збірними Франції, СРСР та Канади.
| Команда  | І | В | П | ОН  | ОП  | РО   | О |
| -------- | - | - | - | --- | --- | ---- | - |
| Франція  | 3 | 3 | 0 | 236 | 183 | +53  | 6 |
| СРСР     | 3 | 2 | 1 | 255 | 177 | +78  | 5 |
| Канада   | 3 | 1 | 2 | 206 | 234 | −28  | 4 |
| Сінгапур | 3 | 0 | 3 | 154 | 257 | −103 | 3 |

Зіграні матчі
|  |  | Сінгапур | 54–81 | Франція |  |  |

|  |  | Канада | 85–58 | Сінгапур |  |  |

|  |  | СРСР | 91–42 | Сінгапур |  |  |

### Поєдинки за 9-15 місця
| Поз | Команда          | І | В | П | ОЗ  | ОП  | РГ  | О | Кваліфікація                 |
| --- | ---------------- | - | - | - | --- | --- | --- | - | ---------------------------- |
| 1   | Республіка Китай | 3 | 3 | 0 | 218 | 189 | +29 | 6 | продовжили змагання за 9–12  |
| 2   | Австралія (H)    | 3 | 2 | 1 | 258 | 208 | +50 | 5 | продовжили змагання за 9–12  |
| 3   | Сінгапур         | 3 | 1 | 2 | 200 | 215 | −15 | 4 | продовжили змагання за 13–15 |
| 4   | Таїланд          | 3 | 0 | 3 | 150 | 214 | −64 | 3 | продовжили змагання за 13–15 |

Зіграні матчі
|  |  | Сінгапур | 64–67 | Республіка Китай |  |  |

|  |  | Таїланд | 50–62 | Сінгапур |  |  |

|  |  | Австралія | 98–74 | Сінгапур |  |  |

### Поєдинки за 13-15 місця
|  | поєдинок за 13-14 місце | поєдинок за 13-14 місце |                |    | поєдинок за 13 місце | поєдинок за 13 місце |
|  |                         |                         |                |    |                      |                      |
|  |                         |                         |                |    |                      |                      |
|  |                         |                         |                |    |                      |                      |
|  | Таїланд                 | 47                      |                |    |                      |                      |
|  | Таїланд                 | 47                      |                |    |                      |                      |
|  | Південна Корея          | 61                      |                |    |                      |                      |
|  | Південна Корея          | 61                      | Південна Корея | 79 |                      |                      |
|  |                         |                         | Південна Корея | 79 |                      |                      |
|  |                         |                         | Сінгапур       | 92 |                      |                      |
|  |                         |                         | Сінгапур       | 92 |                      |                      |
|  |                         |                         |                |    |                      |                      |
|  |                         |                         |                |    |                      |                      |
|  |                         |                         |                |    |                      |                      |

## Важка атлетика
| Спортсмен    | Дисципліна | Прес (кг) | Ривок (кг) | Поштовх (кг) | Разом (кг) | Місце |
| ------------ | ---------- | --------- | ---------- | ------------ | ---------- | ----- |
| Тань Сер Чер | до 60 кг   | 92,5      | 92,5       | 130,0        | 315        | 7     |
| Тан Хоу Лян  | до 67,5 кг | 107,5     | 100,0      | 142,5        | 350        | 9     |
| Вон Кай По   | до 75 кг   | 107,5     | 112,5      | 145,0        | 365,0      | 9     |

## Вітрильний спорт
| Спортсмен                                                                    | Клас   | Заплив | Заплив | Заплив | Заплив | Заплив | Заплив | Заплив | Сума балів | Місце |
| Спортсмен                                                                    | Клас   | 1      | 2      | 3      | 4      | 5      | 6      | 7      | Сума балів | Місце |
| ---------------------------------------------------------------------------- | ------ | ------ | ------ | ------ | ------ | ------ | ------ | ------ | ---------- | ----- |
| Джек Сноуден                                                                 | Фінн   | 13     | 4      | 14     | 11     | 11     | 16     | 13     | 2354       | 14    |
| Елвард Гілберт Голідей Кеннет Дунстан Голдінг Роберт Хо Кейт Літлвуд Джонсон | Дракон | 14     | 14     | 13     | DNF    | 15     | 14     | 15     | 926        | 16    |

## Водне поло
На літніх Олімпійських іграх 1956 року у змаганнях з водного поло збірна Сінгапуру зайняла останнє 10 місце.
Склад команди:
- Кі Сун Бі
- Тань Ен Ліанг
- Ліонель Чі
- Гань Ен Тек
- Лім Тін Кіанг Давид
- Лім Тек Пан
- О Шві Гок
- Тань Ен Бок
- Тіо Гім Гок
- Александер Волтерс
- Вейб Джан Волтерс
- Єо Ун Тат Ерік

### Попередній раунд
У попередньому раунді збірна Сінгапуру потрапила у групу С разом зі збірними Італії та Німеччини. Сінгапур зайняв останнє третє місце і продовжив змагання у втішному раунді.
Турнірна таблиця
| Збірна    | Ігри | Перемоги | Поразки | Нічиї | Забиті голи | Пропущені | Очки |
| --------- | ---- | -------- | ------- | ----- | ----------- | --------- | ---- |
| Італія    | 2    | 2        | 0       | 0     | 11          | 3         | 4    |
| Німеччина | 2    | 1        | 1       | 0     | 7           | 5         | 2    |
| Сінгапур  | 2    | 0        | 2       | 0     | 2           | 12        | 0    |

Зіграні матчі
- 15:00 —  Німеччина :  Сінгапур — 5:1
- 16:45 —  Італія :  Сінгапур — 7:1

### Втішний раунд
Турнірна таблиця
| Місце | Збірна          | Ігри | Перемоги | Поразки | Нічиї | Забиті голи | Пропущені | Очки |
| ----- | --------------- | ---- | -------- | ------- | ----- | ----------- | --------- | ---- |
| 7     | Велика Британія | 3    | 3        | 0       | 0     | 21          | 9         | 6    |
| 8     | Румунія         | 3    | 2        | 1       | 0     | 21          | 8         | 4    |
| 9     | Австралія       | 3    | 1        | 2       | 0     | 7           | 11        | 2    |
| 10    | Сінгапур        | 3    | 0        | 3       | 0     | 8           | 29        | 0    |

Зіграні матчі
- Велика Британія :  Сінгапур — 11:5
- Румунія :  Сінгапур — 15:1
- Австралія :  Сінгапур — 3:2

## Легка атлетика
|          | Спортсмен         | Дисципліна        | Раунд                 | Результат | Місце | Загальне місце |
| -------- | ----------------- | ----------------- | --------------------- | --------- | ----- | -------------- |
| Жінки    | Джанет Джесудасон | 100 м             | кваліфікаційний раунд | 13,2 с    | 5     | 33             |
| Жінки    | Мері Класс        | 100 м             | кваліфікаційний раунд | 12,6 с    | 7     | 31             |
| Жінки    | Мері Класс        | 200 м             | кваліфікаційний раунд | 26,3 с    | 4     | 24             |
| Чоловіки | Кесаван Соон      | 100 м             | кваліфікаційний раунд | 11,35 с   | 4     | 47             |
| Чоловіки | Кесаван Соон      | 200 м             | кваліфікаційний раунд | 23,33 с   | 5     | 58             |
| Чоловіки | Тань Ен Юнь       | 100 м             | кваліфікаційний раунд | 11,63 с   | 4     | 60             |
| Чоловіки | Тань Ен Юнь       | потрійний стрибок | кваліфікаційний раунд | —         | —     | не фінішував   |

## Хокей на траві
Склад команди:
- Абдулла Хамід
- Аджит Сінгх Гілл
- Арумудам Віджіаратнам
- Бардетт Метью Куттс
- Чай Хон Ям
- Девадас Веллупіллай
- Е. Н. Піллай
- Едвін Джеясейлан Дорайсамі
- Фред Фернандес
- Майкл Джодж Райт
- Осберт Джон де Розаріо
- Персі Мілтон Пеннефатер
- Рой Шарма
- Роланд Шун
- Рудольф Вільям Мосберген
- С. Джеятурай
- Сіннадурай Веллупіллай
- Вільям Дуглас Гай

### Груповий тур
У груповому турі збірна Сінгапуру з хокею на траві змагалась у групі A разом зі збірними Індії, Афганістану і США.
Турнірна таблиця
| Team       | Pld | W | D | L | GF | GA | Pts |
| ---------- | --- | - | - | - | -- | -- | --- |
| Індія      | 3   | 3 | 0 | 0 | 36 | 0  | 6   |
| Сінгапур   | 3   | 2 | 0 | 1 | 11 | 7  | 4   |
| Афганістан | 3   | 1 | 0 | 2 | 5  | 20 | 2   |
| США        | 3   | 0 | 0 | 3 | 2  | 27 | 0   |

Зіграні матчі
| 26, 11:30 |           |     |  |
| Сінгапур  | 6–1 (3–1) | США |  |
|           |           |     |  |

| November 28, 11:30 |           |            |  |
| Сінгапур           | 5–0 (4–0) | Афганістан |  |
|                    |           |            |  |

| November 30, 11:30 |           |          |  |
| Індія              | 6–0 (3–0) | Сінгапур |  |
|                    |           |          |  |

Збірна Сінгапуру зайняла 2 місце у групі і вибула зі змагань.